# ピラーウッド
ピラーウッドあるいはピイラーウッド（英語: pillarwood; 学名: Cassipourea malosana）とはヒルギ科カッシポウレア属の常緑高木の一種である。pillarwood は逐語訳すれば〈柱木〉となるが、その名の通り幹が柱のようにまっすぐ伸びる（参照: #特徴）。またマングローブを構成する樹種で知られるヒルギ科に属するものの、本種が見られる場所は専ら内陸高地の森林内である（参照: #生態）。アフリカに自生し（参照: #分布）、建築用の材が得られる（参照: #利用）。

## 分布
南スーダン、エチオピア、エリトリア、ジブチ、ソマリア、ウガンダ、ケニア、タンザニア、コンゴ民主共和国（旧ザイール）南東部、ザンビア、ジンバブエ、マラウイ、モザンビーク、コンゴ共和国（ブラザヴィル）、カメルーン、南アフリカ共和国（リンポポ州、ムプマランガ州、クワズール・ナタール州、東ケープ州）、スワジランドに分布する。

## 生態
ケニアでは標高750-2,550メートル地帯の乾燥傾向にあるマキ科やヒノキ科、モクセイ科オリーブ属の樹木の森、あるいは比較的湿潤な森林の下層、また森林跡でも見られる。ケニア山では西側および東側の標高2000メートル以上の地帯で常緑山地乾生林を構成し、ニエリ地方のキアンドンゴロ・フォレスト（英: Kiandongoro Forest）ではトウダイグサ科オオバギ属の Macaranga kilimandscharica と共に高木層を優占する森林群落が記録されている。

## 特徴
高さ3-25メートルの常緑高木で幹は柱のようにまっすぐ円筒形、樹皮は平滑で銀色、粗いこともあり、皮目が水平に並ぶ。
葉は単葉で対生であるが、これはケニア産のヒルギ科木本に共通して見られる傾向のある特徴で、楕円形で基部は楔形、先端は先鋭形か鈍形、葉縁は鋸歯があり（まれに全縁）、2.5-8(10)×1-5センチメートル、若いうちは裏側に軟毛がまばらに見られる。また、網状脈が目立つ。
花は腋生で緑色がかり白色から黄色っぽく、1-5個が共に見られ、花弁は3.5-6ミリメートル、雄蕊（おしべ）が多く見られる。萼は花が枯れた後もそのまま残る。
果実は乾燥すると黒変する蒴果で卵形、長さ6.5-8ミリメートル、軟毛が見られるがやがてほとんど無毛となる。種子は仮種皮を伴う。

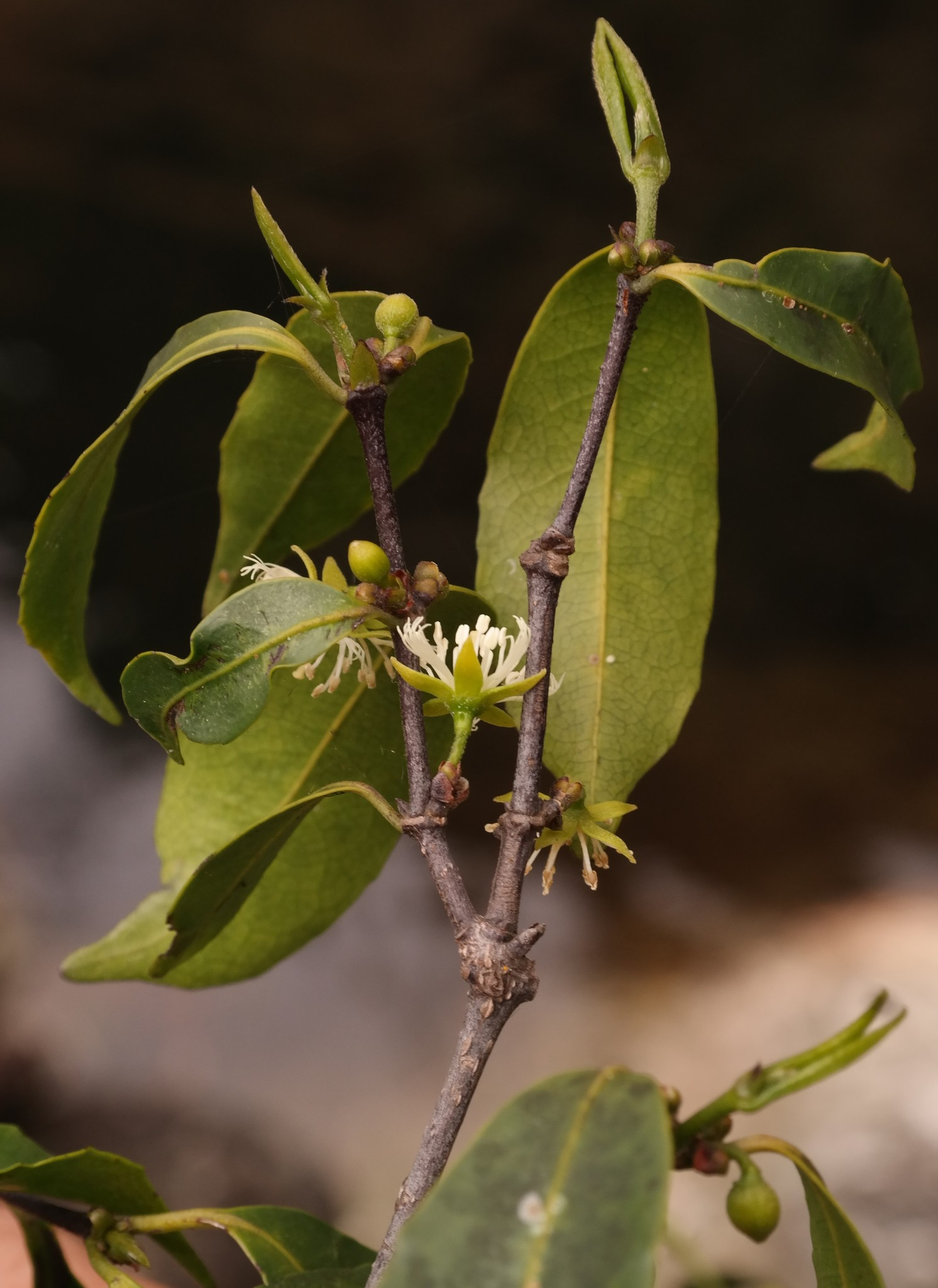
葉と花。葉は網状脈が目立つ。
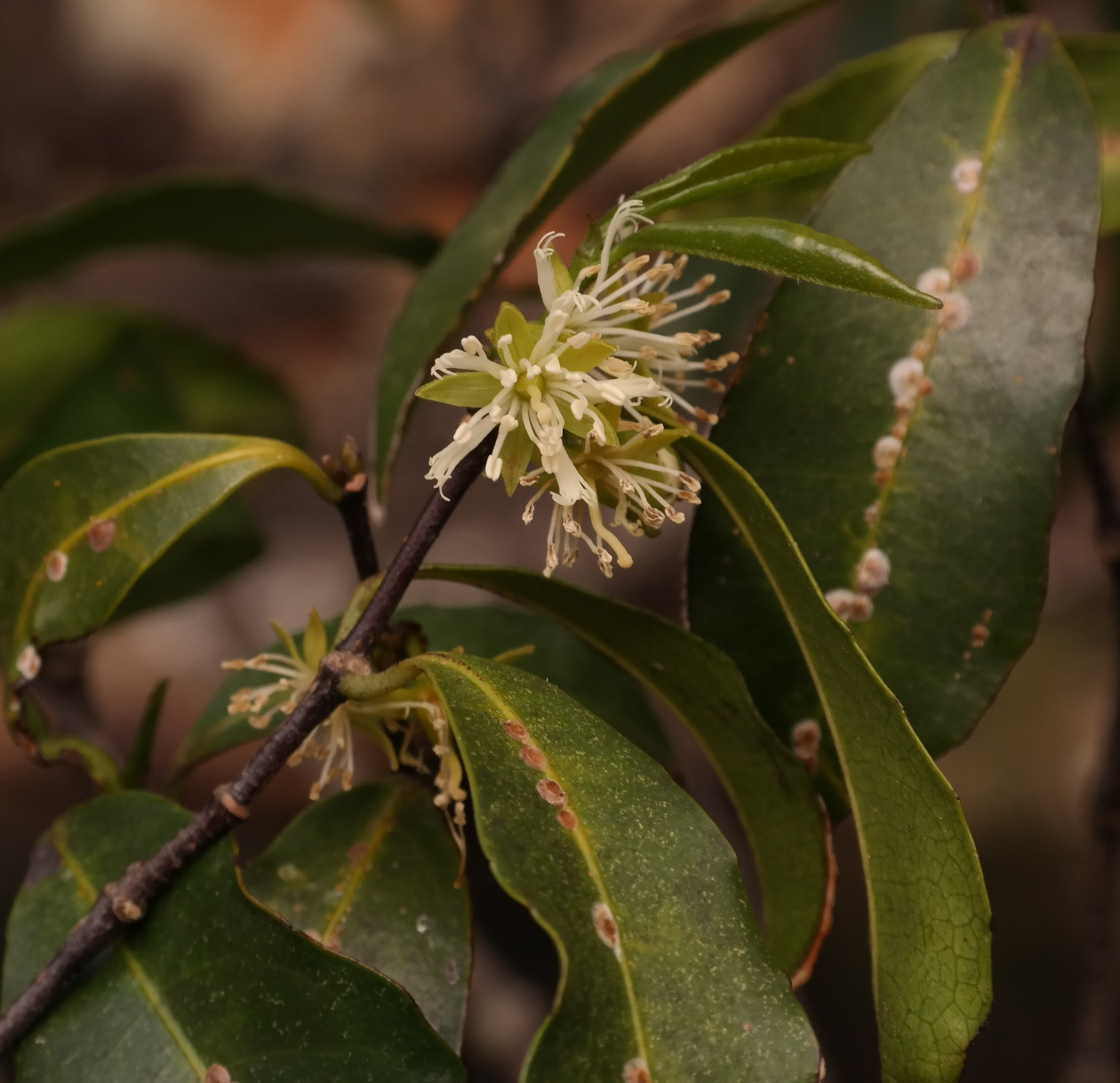
花。雄蕊が多い。

## 利用
木材が得られる。材は白色で比重0.75、紫色の縞が見られ、堅く弾力性があるが、虫害を受けやすい。
Leakey (1977) によれば、ケニアのキクユ人は伝統的にこの材を建造物の柱に使っていた。ケニアでは建材とするほか、薪にする、ビーハイブを作る、根を煮沸して「茶」や薬用とする、蜜源とするといった利用法が知られている。

## 諸言語における呼称
- 英語: pillarwood[4], pillar wood[5], common/bastard onionwood[9]

ケニア:
- キクユ語: mũthaithi[10]（モザイジ）- musaisi と表記されている資料も存在する[11]。
- キプシギス語（Kipsigis）: muangaita[5]
- サンブル語: lobbobo[5]
- トゥゲン語（Tugen）: maiti[5]
- トゥルカナ語（Turkana）: ekatha[5]
- ナンディ語（Nandi）: martit /má̙rtî̙ːt/[12]
- マルクゥエタ語（Markweeta; 別名: Marakwet）: tendewa[5]

南アフリカ共和国:
- アフリカーンス語: gewone uiehout[9]